# Harvest (Naglfar-album)
 For alternative betydninger, se Harvest. (Se også artikler, som begynder med Harvest)
Harvest er det femte album af det svenske melodiske black metal-band Naglfar der blev udgivet i 2007 gennem Century Media Records.

## Numre
1. "Into The Black" – 4:33
2. "Breathe Through Me" – 3:17
3. "The Mirrors Of My Soul" – 4:58
4. "Odium Generis Humani" – 5:07
5. "The Darkest Road" – 4:11
6. "Way Of The Rope" – 5:56
7. "Plutonium Reveries" – 5:00
8. "Feeding Moloch" – 5:12
9. "Harvest" – 7:10

Japanske bonusnumre
- "Necrospiritus"

## Numre på den begrænset version af digipak bonusDVD'en
Live numre indspillet til Party.San Open Air den 12. august 2006
1. "Spoken Worlds Of Venom" (Live)
2. "The Perpetual Horrors" (Live)
3. "Carnal Scorn & Spiritual Malice" (Live)
4. "A Swarm Of Plagues" (Live)
5. "The Perpetual Horrors" (Video)
6. Interview med Kristoffer Olivius

## Musikere
- Kristoffer "Wrath" Olivius – Vokal
- Andreas Nilsson – Lead & rytmeguitar
- Marcus "Vargher" E. Norman – Lead & rytmeguitar
- Morgan Lie – Bas
- Mattias Grahn – Trommer